# Bảo tàng Khu vực ở Bełchatów
Bảo tàng Khu vực ở Bełchatów (tiếng Ba Lan: Muzeum Regionalne w Bełchatowie) là một bảo tàng tọa lạc tại số 11 Phố Gia đình Hellwig, Bełchatów, Ba Lan. Trụ sở của Bảo tàng là Trang viên Olszewski được xây dựng vào thế kỷ 18.

## Lịch sử
Bảo tàng Khu vực ở Bełchatów được thành lập theo nghị quyết của Hội đồng thành phố Bełchatów vào năm 1994 và bắt đầu hoạt động vào năm 1995. Sự ra đời của Bảo tàng là thành quả của những nỗ lực của Ủy ban Sáng lập Xã hội của Bảo tàng Khu vực được thành lập vào năm 1993.

## Triển lãm
Bảo tàng Khu vực ở Bełchatów hiện đang giới thiệu một triển lãm thường trực mang tên "Nội thất trang viên từ cuối thế kỷ 19 và đầu thế kỷ 20". Tuy nhiên, các hiện vật được trưng bày chỉ là những vật được phục dựng, vì các thiết bị ban đầu của tòa nhà đã bị phá hủy hoặc nằm rải rác trong nhiều năm. Ở tầng một của tòa nhà có trưng bày một bản sao bức tranh của Jan Matejko có tựa đề "Kościuszko gần Racławice", một bộ sưu tập súng, và các thứ khác. Ngoài ra, Bảo tàng còn tổ chức các cuộc triển lãm tạm thời. Bên cạnh đó, Bảo tàng cũng đang vận hành một thư viện và kho lưu trữ.

## Giờ mở cửa
Bảo tàng Khu vực ở Bełchatów hoạt động quanh năm, mở cửa tất cả các ngày trong tuần trừ thứ Hai và thứ Bảy. Khách tham quan phải trả phí vào cửa, riêng Chủ nhật khách tham quan được vào cửa miễn phí.